# Nhóm ngôn ngữ Đài Loan
Nhóm ngôn ngữ Đài Loan hay nhóm ngôn ngữ Formosa là một nhóm gồm những ngôn ngữ của thổ dân Đài Loan. Thổ dân Đài Loan chiếm khoảng 2,3% dân số toàn đảo Đài Loan. Tuy nhiên, chỉ còn số ít có thể nói được ngôn ngữ của tổ tiên họ. Trong số tổng cộng 26 ngôn ngữ thổ dân Đài Loan, ít nhất mười đã không còn người nói, bốn (có lẽ năm) cũng sắp lụi tàn, và số còn lại đều đang bị đe dọa.
Ngôn ngữ thổ dân Đài Loan có ý nghĩa quan trọng trong ngôn ngữ học lịch sử, vì có nhiều khả năng đây là nơi khởi nguồn của toàn ngữ hệ Nam Đảo. Theo nhà ngôn ngữ học Robert Blust, nhóm ngôn ngữ Formosa gồm chín trong mười nhánh chính trong hệ Nam Đảo, nhánh còn lại là ngữ tộc Malay-Polynesia gồm 1.200 ngôn ngữ hiện diện bên ngoài đảo Đài Loan. Dù các nhà nghiên cứu khác không đồng ý về một số chi tiết trong phân tích của Blust, đa số đều thống nhất rằng ngữ hệ Nam Đảo bắt nguồn từ Đài Loan. Giả thuyết này đã được củng cố thêm bởi những nghiên cứu di truyền gần đây.

## Tình trạng
Tất cả ngôn ngữ Đài Loan đều đang dần bị thay thế bởi tiếng Hoa phổ thông. Những thập kỷ gần đây, chính phủ Đài Loan đã bắt đầu chương trình tái phổ biến ngôn ngữ Formosa trong trường học. Tuy nhiên, kết quả thu được lại đáng thất vọng.
Trong năm 2005, với mục đích giữ gìn ngôn ngữ thổ dân, một hội đồng được thành lập để lập nên bảng chữ cái Latinh cho tất cả những ngôn ngữ này. Hội đồng này còn giảng dạy ngôn ngữ cho người bản địa, cũng như những người Hán có nhu cầu.

## Danh sách ngôn ngữ
Có sự khó khăn trong việc xác định biên giới giữa ngôn ngữ và phương ngữ, gây nên những bất đồng nhỏ giữa các học giả về số lượng ngôn ngữ Formosa. Với các ngôn ngữ đã biến mất còn có nhiều sự không chắc chắn hơn nữa, do hiểu biết về chúng rất hạn chế. Những ngôn ngữ Formosa thường được xem là hợp lệ được liệt kê bên dưới:

### Ngôn ngữ còn tồn tại
- Atayal (có sự khác biệt giữa các phương ngữ lớn)
- Bunun (có sự khác biệt giữa các phương ngữ lớn)
- Amis
- Kanakanabu (sắp biến mất)
- Kavalan (vài nguồn[1] cho là sắp biến mất, dù có nghiên cứu khác không cho như vậy[9])
- Kaxabu
- Paiwan
- Saisiyat
- Puyuma
- Rukai (có sự khác biệt giữa các phương ngữ lớn)
- Saaroa (sắp biến mất)
- Seediq (còn gọi là Truku)
- Thao (sắp biến mất)
- Tsou

Cũng tại Đài Loan, nhưng không thuộc nhóm Formosa:
- Yami (còn gọi là Tao)

### Biến mất
- Basay
- Ketagalan
- Taokas
- Babuza
- Favorlang
- Papora
- Hoanya
- Taivoan
- Makatao
- Pazeh
- Siraya

## Thứ tự từ
Đa số thổ ngữ Đài Loan có cấu trúc động từ đứng đầu VSO (động-chủ-tân) hay VOS (động-tân-chủ) với ngoại lệ là một vài ngôn ngữ Bắc Đài Loan, như Thao, Saisiyat, và Pazih, có lẽ do ảnh hưởng từ tiếng Hoa.
Li (1998) liệt kê thứ tự từ trọng từng ngôn ngữ Đài Loan.
- Rukai: VSO, VOS
- Tsou: VOS
- Bunun: VSO
- Atayal: VSO, VOS
- Saisiyat: VS, SVO
- Pazih: VOS, SVO
- Thao: VSO, SVO
- Amis: VOS, VSO
- Kavalan: VOS
- Puyuma: VSO
- Paiwan: VSO, VOS

## Âm vị
Tiếng Rukai Tanan có lượng âm vị lớn nhất với 23 phụ âm và 4 nguyên âm, trong khi tiếng Kanakanabu và Saaroa có ít âm vị nhất với 13 phụ âm và 4 nguyên âm (Blust 2009:165).

## Phân bố
- Nhóm ngôn ngữ Đài Loan
- Nhóm ngôn ngữ Đài Loan, theo Blust (1999)
- Nhóm ngôn ngữ Đài Loan, theo Austronesian Basic Vocabulary Database (Greenhill, Blust & Gray 2008).
- Nhóm ngôn ngữ Đài Loan, theo Ross (2009)

Li (2001) liệt kê vị trí "xuất thân" của các ngôn ngữ Formosa.
- Tsou: phần tây nam của Trung Đài Loan; núi Ngọc Sơn
- Saisiyat và Kulon: đâu đó giữa sông Đại Đỗ và sông Đại Giáp
- Thao: sông Trạc Thủy
- Qauqaut: trung lưu sông Takiri
- Siraya: Đồng bằng Gia Nam
- Makatau: Bình Đông
- Bunun: Tín Nghĩa (信義鄉) tại Nam Đầu
- Paiwan: vùng sông Ải Liêu